# Pioneer Corporation
Pioneer Corporation (яп. パイオニア株式会社, паёни: а кабусики-гайся) — международная корпорация со штаб-квартирой в Японии (г. Токио), мировой производитель электронной техники.
В настоящее время президентом компании является (с 2008) Сусуму Котани (Susumu Kotani).
Компанию основал Нозому Мацумото, в 1938 году открывший в Токио мастерскую по ремонту радиоприёмников и громкоговорителей.
Pioneer стала широко известна своими технологическими инновациями в сфере электроники — в XX веке корпорация играла важную роль в развитии интерактивного кабельного телевидения, стояла у истоков создания LD-, CD-, DVD-проигрывателей и рекордеров, плазменных телевизоров (семейство Kuro), OLED-дисплеев, технологии Supertuner, а также выпустила первые в мире автомобильную магнитолу со съёмной фронтальной панелью и автомобильный CD-ресивер.
В сентябре 2014 года часть бизнеса (домашняя электроника) продаётся компании Onkyo и образуется компания Pioneer & Onkyo. В марте 2015 года Pioneer продает подразделение диджейского оборудования KKR, что приводит к образованию компании Pioneer DJ. Таким образом, основным бизнесом для Pioneer становится автомобильная электроника.
Сегодня Pioneer специализируется на таких ключевых направлениях как: встраиваемые системы автомобильной навигации, автомобильные аудио/видео ресиверы и акустические системы для автомобилей.

## История компании
- 1937 год — основатель Pioneer Нозому Мацумото (Nozomu Matsumoto) разработал динамический громкоговоритель A-8.
- январь 1938 — Мацумото открыл в Токио мастерскую по ремонту радиоприёмников и громкоговорителей, образовав фирму Fukuin Shokai Denki Seisakusho, предшественницу Pioneer.
- май 1947 — Fukuin Denki стала корпорацией.
- декабрь 1953 — начат выпуск Hi-Fi-громкоговорителя PE-8.
- июнь 1961 — компания переименована в Pioneer Electronic Corporation (в наст. Время — Pioneer Corporation).
- октябрь 1961 — акции Pioneer стали продаваться на Токийской фондовой бирже (второе отделение).
- июнь 1962 — запущена в производство первая в мире стереосистема из отдельных компонентов.
- март 1966 — образованы компании по сбыту продукции Pioneer в Европе и США.
- февраль 1968 — акции Pioneer стали продаваться в первом отделении Токийской фондовой биржи.
- апрель 1968 — акции Pioneer появились на Osaka Securities Exchange.
- февраль 1969 — акции Pioneer появились на фондовой бирже в Амстердаме (ныне Euronext Amsterdam). Появляется финансовая отчетность U.S. GAAP consolidated.
- октябрь 1981 — в японских магазинах появился бытовой LD-плеер.
- октябрь 1982 — появление системы LD-караоке для профессионального использования.
- сентябрь 1984 — начало производства первого в мире LD-плеера, также воспроизводящего компакт-диски.
- 1994 — открытие российского представительства Pioneer в г. Москве.
- Июнь 1996:
  - Предприятие Tokorozawa проходит сертификацию ISO 14001.
  - Компания Pioneer официально запустила телеканал Pioneer Karaoke Channel вещающий со спутника Astro на канале 19 (караоке-видеоролики для ночных клубов и дискотек).
- декабрь 1997 — начато производство первого в мире 50-дюймового бытового плазменного дисплея высокого разрешения.
- октябрь 1998 — обновление корпоративного логотипа.
- апрель 1999 — начало продаж цифровых спутниковых тюнеров в США.
- декабрь 1999 — появление первого в мире DVD-рекордера, совместимого с форматом DVD-RW
- ноябрь 2002 — начато производство DVD-рекордера с жестким диском.
- март 2003 — начало продаж в США тюнеров цифрового кабельного телевидения, способных принимать сигнал высокой четкости.
- Сентябрь 2004 — завершен перевод производства плазменных дисплеев NEC на предприятия Pioneer. Pioneer Plasma Display Corporation (ранее NEC Plasma Display Corporation) начала работу 1 октября 2004 г.
- Январь 2007 — Pioneer демонстрирует концептуальный плазменный дисплей толщиной 9 мм, а также концептуальный плазменный дисплей сверхвысокой контрастности.
- июль 2008 — разработан 16-слойный Blu-ray-диск, способный сохранять до 400 Гб данных.
- ноябрь 2009 — штаб-квартира Pioneer переведена из Токио в г. Кавасаки.
- март 2010 — прекращено производство телевизоров.
- сентябрь 2014 — часть бизнеса (домашняя электроника) продаётся компании Onkyo и образуется компания Pioneer & Onkyo.
- март 2015 — часть бизнеса (оборудование для диджеев) продаётся компании KKR & Co LP и образуется компания Pioneer DJ.
- март 2016 — штаб-квартира Pioneer перемещается из г. Кавасаки в г. Токио.
- декабрь 2018 — Pioneer приобрела гонконгская акционерная компания Baring Private Equity Asia (один из крупнейших мировых инвесторов); стоимость сделки оценивают в 904 млн долл.  Эксперты объясняют, что это произошло из-за понизившихся доходов: продажи автомобильного оборудования компании значительно снизились, а производственные убытки сильно возросли.[2]

### Нозому Мацумото и сыновья
Будущий японский бизнесмен, изобретатель и основатель компании Pioneer родился в японском городе Кобе в 1905 году и был сыном христианского миссионера. В 1936 году господин Мацумото основал в г. Осака свою первую фирму Fukuin Shokai Denki Seisakusho, что в переводе на русский язык примерно означает «Компания блаженного электрического звука» или «Компания электрического песнопения». Все это было связано с христианской верой японца Нозому Мацумото и его искренним убеждением в том, что электронные продукты должны служить на благо миссионерской деятельности. Так, в 1937 году он создает своё первое устройство — динамический громкоговоритель, который он окрестил именем «Pioneer», вкладывая в него особый смысл. Мацумото переехал в Токио в 1938 году и открыл там небольшую мастерскую по ремонту радиоприёмников и громкоговорителей. После второй мировой войны компания начала быстро развиваться.
Старший сын Мацумото — Сейя — вскоре присоединился к делу отца и впоследствии стал директором по продажам и маркетингу, а в 1982 году был назначен президентом корпорации. Младший сын — Канья — был более склонен к инженерной деятельности, как и его отец. В течение многих лет он отвечал за технологическое и продуктовое развитие компании.
Нозому Мацумото не стало в 1988 году, когда ему было 83 года.

## Логотипы и дочерние компании
- Pioneer — электроника для дома, автомобиля, диджеинга и виджеинга.
- Pioneer Elite — производит электронику премиум-класса, превосходящую продукты для массового потребления по качеству и цене. Большинство моделей, выпускаемых под этим брендом, имеют отделку Urushi в чёрном лаковом покрытии. Продукция Pioneer Elite включает в себя AV-ресиверы, Laserdisc-плееры, CD- и DVD-проигрыватели, плазменные компьютерные мониторы и телевизоры (в настоящее время сняты с производства) и проекторы. В январе 2007[9] под брендом Pioneer Elite дебютировал первый Blu-ray-проигрыватель BDP-HD1, а также первый 1080p-плазменный дисплей Pioneer, модель PRO-FHD1.

Летом 2007 года Pioneer выпустила семейство плазменных дисплеев Kuro, которые, по утверждению представителей компании, давали изображение с наилучшим в своём классе уровнем контрастности (Kuro в переводе с японского означает «черный»).
- Carrozzeria (только в Японии) — автомобильная электроника
- Pioneer Premier (только в Северной Америке) — автомобильная электроника класса High End
- TAD — акустические системы класса High End
- Pioneer DJ — оборудование для диджеев

## Продукция
Автомобильные системы
- развлекательные системы
- навигационные системы — GPS-навигаторы
- AppRadio[неизвестный термин]
- автомобильные AV-ресиверы
- усилители
- акустические системы и сабвуферы

Домашняя аудио-видео техника
- Blu-ray, DVD-плееры
- SACD-проигрыватели
- сетевые медиаплееры
- проигрыватели виниловых дисков
- стереокомпоненты
- усилители, AV-ресиверы
- микросистемы для iPhone / iPod
- беспроводные аудиосистемы
- Домашние кинотеатры
- акустические системы

DJ-оборудование
- микшерные пульты
- устройства создания эффектов
- DVD/CD вертушки[источник не указан 2313 дней]
- акустические системы
- DJ-контроллеры
- программное обеспечение

Наушники
- полноразмерные наушники;
- наушники-вкладыши;
- наушники-клипсы;
- наушники с микрофоном;
- дижейские наушники.

## Сотрудничество

### Pioneer и AIR Studios
В 1969 году в Лондоне легендарным продюсером Битлз, композитором и обладателем премии Оскар — Джорджем Мартином — была основана знаменитая студия звукозаписи AIR Studios.
Сегодня лондонская AIR Studios — это современный звукозаписывающий комплекс для записи музыки для фильмов; рок, поп, классической и оркестровой музыки, а также постпродакшн. Усилители и ресиверы Pioneer SC-серии имеют официальную сертификацию AIR Studios Monitor. Значок AIR Studios на устройстве является признанием того, что настройка выполнена на высочайшем уровне и несравнима с той, что предлагается в большинстве устройств массового потребления.

### Team Pioneer
Team Pioneer — европейская команда энтузиастов и ценителей высокого качества звука на компонентах Pioneer в автомобиле.
Team Pioneer Россия появилась в апреле 2011 года, когда московское представительство компании Pioneer приняло решение о создании объединённой российской команды, которая на данный момент состоит из 15 спортсменов из 10 городов и является традиционным лидером чемпионатов EMMA, AMT, RASCA по автозвуку и тюнингу автомобилей.

## Последние награды и достижения компании Pioneer
- IFA 2011, Европа — «Лучший AV-ресивер» — Pioneer VSX-921
- IFA 2011, Европа — «Лучшее автомобильное головное устройство» — Pioneer SPH-DA01 AppRadio
- IFA 2012, Европа — «Лучший AV-ресивер» — Pioneer VSX-922
- IFA 2012, Европа — «Лучшее устройство с функцией воспроизведения потокового контента» — сетевой плеер Pioneer N-50
- EISA 2012—2013, Европа — «Лучший ресивер» — Pioneer VSX-922
- EISA 2012—2013, Европа — «Лучшее сетевое устройство» — Pioneer N-50
- Hi-Fi Hi-End Show 2013, Россия — «Продукт года в России» — AV-ресивер Pioneer SC-LX86
- Hi-Fi Hi-End Show 2013, Россия — «Продукт года в России» — стерео усилитель Pioneer А-70.
- EISA 2013—2014, Европа — «Лучшая стерео система» — Pioneer PD-50/A-70
- What Hi-Fi 2015, Европа — «Лучший ресивер в категории более 1000£» — Pioneer SC-LX59
- What Hi-Fi 2015, Европа — «Лучший сетевой плеер в категории до 500£» — Pioneer N-50A